# Estación de Quartino
La estación de Quartino es una estación ferroviaria de la localidad suiza de Quartino, perteneciente a la comuna suiza de Gambarogno, en el Cantón del Tesino.

## Historia y situación
La estación de Quartino fue inaugurada en el año 1882 con la puesta en servicio de la línea desde Cadenazzo hasta Luino, desde donde continúa hasta Novara.
Se encuentra ubicada en el borde oeste del núcleo urbano de Quartino, en el este de la comuna de Gambarogno. Cuenta con un único andén lateral al que accede una vía pasante.
En términos ferroviarios, la estación se sitúa en la línea Cadenazzo - Luino. Sus dependencias ferroviarias colaterales son la estación de Cadenazzo, donde se inicia la línea, y la estación de Magadino-Vira hacia Luino.

## Servicios Ferroviarios
Los servicios ferroviarios de esta estación están prestados por SBB-CFF-FFS y por TiLo:

### TiLo
TiLo opera servicios ferroviarios de cercanías, llegando a la estación una línea de cercanías que permiten buenas comunicaciones con las principales ciudades del Cantón del Tesino así como la zona norte de Lombardía.
- S 30 Bellinzona - Cadenazzo - Luino - Gallarate - Busto Arsizio - Malpensa Aeropuerto